# Karube Masaya
Masaya Karube (sinh ngày 13 tháng 5 năm 1979) là một cầu thủ bóng đá người Nhật Bản.

## Sự nghiệp câu lạc bộ
Masaya Karube đã từng chơi cho Albirex Niigata.